# Trịnh Thị Minh Hà
Trịnh Thị Minh Hà (sinh 1952 tại Hà Nội) là nhà làm phim, nhà văn, nhà lý luận văn học, và giáo sư người Mỹ gốc Việt. Bà có hơn 30 năm kinh nghiệm làm phim và được biết tới nhiều nhất qua bộ phim Reassemblage (1982) và Surname Viet Given Name Nam (1985). Bà đã nhận các giải thưởng lớn, trong đó có giải Maya Deren của Viện phim Mỹ, học bổng từ Quỹ Tưởng niệm John Simon Guggenheim, học bổng từ Quỹ Hỗ trợ Nghệ thuật Quốc gia Hoa Kỳ và Hội đồng Nghệ thuật California.
Hiện tại bà đang là Giáo sư tại Đại học California tại Berkeley, trong khoa nghiên cứu về Giới và Phụ Nữ và Tu từ học. Bà dạy các khoá học về chính trị giới trong tương quan với chính trị văn hóa, hậu thuộc địa, lý thuyết phê phán đương đại và nghệ thuật. Các buổi nói chuyện chuyên đề cũng như hội thảo khoa học ba tham gia tập trung vào lý thuyết phê phán và nghiên cứu, chính trị văn hoá, �lý thuyết nữ quyền, Điện ảnh thứ ba, lý thuyết phim và mỹ học, Giọng trong các bối cảnh xã hội và sáng tạo, và tự truyện.
She teaches courses that focus on gender politics as related to cultural politics, post-coloniality, contemporary critical theory and the arts. The seminars she offers focus on critical theory and research, cultural politics, feminist theory, Third cinema, film theory and aesthetics, the Voice in social and creative contexts, and the autobiographical.
Các tác phẩm của bà, đặc biệt là trong lĩnh vực chính trị văn hoá, chịu ảnh hưởng nhiều từ Việt Nam cũng như những năm bà từng sống ở Tây Phi, Nhật Bản và Mỹ. Bà không định vị bản thân thiên về là người châu Á hay người Mỹ, mà trong phần gọi là "toàn bộ bối cảnh châu Á mà di sản văn hoá của các quốc gia cắt ngang đường biên giới giữa chúng." Việc ý niệm hoá các di sản văn hoá vượt thoát khỏi đường biên cũng là một chủ đề tiếp tục phổ biến trong công việc của bà trong vai trò nhà làm phim và nhà lý thuyết văn học.

## Tiểu sử
Trịnh Thị Minh Hà sinh ra ở Hà Nội, Việt Nam. Bà lớn lên ở miền Nam Việt Nam trong thời kỳ chiến tranh. Bà từng học piano và sáng tác nhạc ở Nhạc Viện và Sân khấu Quốc gia ở Sài Gòn. Bà di cư sang Mỹ năm 1970, sau đó bà học sáng tác nhạc, nghiên cứu âm nhạc và văn học Pháp tại Đại học Illinois Urbana–Champaign, nơi bà theo học bằng tiến sĩ. Bà bắt đầu làm giáo sư tại Khoa Nghiên cứu về Giới và Phụ nữ tại Đại học California, Berkeley từ năm 1994, và khoa Tu từ học từ năm 1997. Bà từng dạy ở Đại học Harvard, Đại học Smith, Đại học Cornell, Đại học San Francisco, Đại học Illinois, Đại học Ochanomizu ở Nhật Bản và Nhạc viện quốc gia ở Senegal.

## Lý luận văn học
Những bài viết liên quan đến lý luận văn học của bà phá vỡ biên giới quốc gia và những định kiến một chiều. Bà tập trung vào những sự tương tác liên văn hoá, sự dịch chuyển, sự liên ngành giữa công nghệ và đô hộ. Ảnh hưởng của công nghệ và không gian mạng lên việc "hình thành và gỡ bỏ căn tính" trở thành trọng tâm trong những tác phẩm gần đây của bà. Đối với Trịnh, ý niệm về "nơi nào khác" (chủ đề cho cuốn sách của bà năm 2010) giao với ý tưởng về "kẻ khác không thích đáng." Mặc dù bà là người nghĩ ra cụm từ này trong những năm 80 thế kỷ trước, đây vẫn là yếu tố quan trọng trong công việc của bà trong vai trò một nhà làm phim và vai trò nhà phê bình, đó là nhờ sự tập trung của cụm từ đó vào tính chủ thể ngưỡng.

### Lovecidal(2016)
Lovecidal là cuốn sách được phát hành gần đây nhất của Minh Hà vào tháng 7 năm 2016. Cuốn sách đưa ra cái nhìn triết lý, trữ tình về những cuộc chiến kéo dài có sự can thiệp quân sự của Mỹ ở Iraq, Afghanistan, cho đến sự đô hộ của Trung Quốc ở Tây Tạng hay những xung đột sắc tộc ở Mỹ. Nó cũng tập trung vào sự thay đổi trong cách con người kháng cự lại chủ nghĩa quân phiệt hay sự giám sát, cũng như mạng xã hội và tiềm năng huy động quần chúng của mạng xã hội. Minh Hà miêu tả đó là "một ranh giới mỏng giữa thắng cuộc và thất bại," nơi các cuộc xung đột đều mơ hồ, chiến thắng không bao giờ rõ ràng và khách quan, và kẻ thắng duy nhất là bản thân những cuộc chiến. Tuy thế, 'dịch bệnh' là chủ nghĩa quân phiệt toàn cầu và nhu cầu khẳng định chiến thắng vẫn tiếp tục gia tăng, cùng với đó là những hình thức bất đồng và phản kháng nở rộ, trao quyền cho những kẻ dường như không có quyền lực cũng có thể khẳng định 'chiến thắng' của mình.

### Elsewhere, Within Here: Immigration Refugeeism and the Boundary Event (2010)
Elsewhere, Within Here là một tuyển tập tiểu luận khảo sát những tiềm năng ẩn chứa trong khoảng trống giữa nhiều không gian khác nhau nhằm làm lũng đoạn các đường biên và các hình thức lưỡng phân mang tính diễn ngôn. Minh Hà tập trung vào các trải nghiệm sống, các bối cảnh xã hội, và các lịch sử ẩn chứa, nhằm tạo chú ý về tính lưỡng phân tồn tại trong nhiều sự kiện, cũng như những sự tương đồng và các mối tương quan trong nhiều không gian tưởng chừng khác nhau.
Phần I, "The Traveling Source." khám phá khái niệm nhà, di cư, và sự thuộc về thông qua trải nghiệm lịch sử, bối cảnh và tính lưỡng cực.
Phần II, "Boundary Event: Between Refuse and Refuge," tập trung vào tính chính trị của tái trình hiện, những cách thức khác nhau của sự hiểu, và những khả thể nảy sinh từ trình diễn và các dạng sáng tạo khác.
Phần III, "No End in Sight" làm rõ sự sinh sôi của các hệ thống quyền lực và áp chế, cùng với những khả thể cho phép sự gián đoạn, bao gồm sáng tạo, kể chuyện và học hỏi.

### Woman, Native, Other: Writing Postcoloniality and Feminism(1989)
Trong Woman, Native, Other, Minh Hà tập trung vào truyền thống truyền khẩu – gia đình, bản thân, và văn hoá của bà. Với cách tiếp cận này, Minh Hà cho rằng một lý thuyết của nhiều người sẽ mang tính dung hợp hơn. Phương thức này mở ra một con đường cho những phụ nữ da màu đề phê bình lý thuyết trong khi vẫn tạo ra những cách thức "biết" mới – một cách thức khác so với lý thuyết học thuật chuẩn tắc, Minh Hà đề xuất với người đọc học lại những tri thức từng nhận được và những cách thức cấu trúc nên hiện thực. Trong Chương 1, bà khai thác những câu hỏi về ngôn ngữ, viết lách và truyền thống truyền miệng. Bà đề xuất chúng ta nên mang một thái độ phê phán trước cái "viết tốt," và phải phân biệt được sự khác biệt giữa "phụ nữ được viết về" và "phụ nữ viết". Trong Chương 2, Minh Hà khước từ những kiến tạo tri thức do phương Tây và nam giới thông qua nhân học. Bà lập luận rằng, nhân học là gốc rễ của ý thức hệ áp chế nam Tây phương, một ý thức hệ nhắm tạo việc tạo ra một diễn ngôn về sự thật con người. Xen lẫn với những câu chuyện và các phê bình của bà là các tấm hình phụ nữ da màu từ phim của bà. Bà đưa vào trong đó những câu chuyện của các phụ nữ da màu như Audre Lorde, Nellie Wong và Gloria Anzaldua để làm tăng tính địa lý ký hiệu học và dân tộc học trong tác phẩm, và cũng để đưa ra một cách tiếp cận phi nhị nguyên làm vấn đề hoá sự khó khăn của việc tái trình hiện một "kẻ khác" đa dạng. Woman, Native, Other, trong trần thuật bao hàm và phong cách đa dạng của nó, nỗ lực chỉ ra cách mà cách mà các đối lập nhị nguyên hoạt động, nhằm củng cố ý thức hệ gia trưởng/áp chế và làm thế nào để tiếp cận nó bằng cách khác để tránh được nó.

## Phương thức tiếp cận phê phán giữa văn học và điện ảnh
Trịnh Thị Minh Hà không coi quá trình sáng tác và làm phim là tách biệt mà nhìn nhiều hơn theo hướng “xử lí quá trình biến đổi" thay vì thông điệp thực tế. Thông điệp đó được truyền tải xuyên suốt quá trình thực hiện tác phẩm. Điều này được thấy rõ trong những tác phẩm của bà như D-Passage, trong đó có bao gồm các yếu tố lý luận văn học cùng phim và kịch bản.

## Điện ảnh

### Reassemblage (40 phút, 1982)
Reassemblage [1] là bộ phim 16mm đầu tiên của bà. Bộ phim được quay ở Senegal và phát hành năm 1982. Trong phim này, Trịnh giải thích rằng bà ‘không muốn nói về/chỉ muốn nói gần' - một cách tiếp cận khác với những bộ phim phóng sự theo phương thức nhân học truyền thống. Bộ phim gồm những hình ảnh thoáng qua về Senegal, và không có bất cứ lời giải thích nào ngoài vài câu nói của chính Trịnh Thị Minh Hà, mặc dù những câu nói này không nhằm đưa đến một ý nghĩa nào cho cảnh quay. Có cảnh quay với nhạc, có những lúc chỉ có sự tĩnh lặng, có những lúc Trịnh giải thích bộ phim có ý nghĩa thế nào với bà và bà phủ nhận làm một bộ phim ‘về' một nền văn hoá ra sao.

### Naked Spaces - Living is Round (135 phút, 1985)
Bộ phim này là nỗ lực của bà trong việc nói rõ hơn về Reassemblage. Những cảnh quay hướng tới khía cạnh kinh tế của sự giải trí hay nhấn vào cái lạ của nền văn hoá khác vẫn thường bị bóc lột như là một sự giải thích cho hình thức độ hộ mới. Bộ phim mở đầu với câu nói, ‘không mang tính miêu tả, thông tin, hay thú vị.’

### Surname Viet Given Name Nam (108 phút, 1989)
Surname Viet Given Name Nam [3] là bộ phim không được làm ở Việt Nam. Bộ phim gồm những cảnh quay mới và cũ cũng như những thông tin có sẵn. Bộ phim xoay quanh những phỏng vấn mà Trịnh thực hiện với năm người phụ nữ Việt Nam đương đại. Bộ phim “cho phép hình thức phỏng vấn được đưa vào xen kẽ giữa cái thực và cái giả, cái dựng và cái chân thật.’ Bằng việc xen kẽ những cuộc phỏng vấn thực và giả đó, Trịnh đã cho thấy những khía cạnh chính trị không nhìn thấy được của việc phỏng vấn, hay của việc đại diện hình ảnh. Bộ phim yêu cầu người xem để ý tới những vấn đề như danh tính đa chiều, những nét hư cấu trong kỹ thuật làm phim phóng sự, và điện ảnh như một sự phiên dịch. Bộ phim đã dành giải Blue Ribbon Award trong liên hoan Phim và Video Mỹ.[11]

### Shoot for the Contents (102 phút, 1991)
Bộ phim liên hưởng tới trò chơi đoán bắt ở Trung Quốc. Nó là sự tương tác giữa màu sắc, nhịp điệu, mối quan hệ thay đổi giữa tai và mắt - như một cách để phiên dịch nền chính trị văn hoá ở Trung Quốc. Bộ phim dành giải Xuất Sắc về Kỹ thuật Điện ảnh năm 1992 [5].

### A Tale of Love (108 phút, 1995)
A Tale of Love [6] là tác phẩm hư cấu dựa trên Truyện Kiều của Nguyễn Du. Bộ phim kể về một người phụ nữ nhập cư người Việt Nam tên Kiều, một cây viết tự do gặp khó khăn trong việc hoà nhập với cuộc sống mới ở Mỹ, gia đình mà cô bỏ lại và những hoài bão về tương lai. Đây là bộ phim dài đàu tiên của Trịnh quay bằng phim 35mm [7].

### Forgetting Vietnam (90 phút, Digital, 2015)
Bộ phim gần đây nhất của bà, Forgetting Vietnam, là một phim tiểu luận với những hình ảnh về cuộc sống Việt Nam đương đại và khám phá về tái-hồi ức văn hoá. Xây dựng dựa trên các yếu tố hình thành nên từ "đất nước" trong tiếng Việt – nghĩa là tồn tại giữa đất và nước, Forgetting Vietnam khám phá cách mà cách cư dân địa phương, những người nhập cư và các cựu binh hiểu và nhớ. Xuyên suốt bộ phim cũng là một cuộc hội thoại đang diễn tiến giữa huyền thoại và kỷ niệm lần thứ 40 của cuộc chiến tranh Việt Nam. Bộ phim quay bằng băng HI-8 năm 1995 và năm 2012 ở chất lượng HD và SD. Việc dựng song song hai format khác nhau như vậy là một cách để khiến ta suy tư về ‘sự thay đổi' và thời gian tuyến tính.

## Ấn phẩm xuất bản
- Un art sans oeuvre, ou, l'anonymat dans les arts contemporains (International Book Publishers, Inc., 1981)
- African Spaces - Designs for Living in Upper Volta (cộng tác với Jean-Paul Bourdier, Holmes & Meier, 1985)
- En minuscules (sách thơ, Edition Le Meridien, 1987)
- Woman, Native, Other. Writing postcoloniality and feminism (Nhà xuất bản Đại học Indiana, 1989)

Phiên bản tiếng Đức: bản dịch của Kathrina Menke, Vienna & Berlin: Verlag Turia & Kant, 2010.
Phiên bản tiếng Nhật: bản dịch của Kazuko Takemura, Tokyo: Iwanami Shoten, 1995.
- Out There: Marginalisation in Contemporary Culture (đồng biên soạn với Cornel West, R. Ferguson & M. Gever. New Museum of Contemporary Art and M.I.T. Press, 1990)
- When the Moon Waxes Red. Representation, gender and cultural politics (Routledge, 1991)

Phiên bản tiếng Nhật: bản dịch của Fukuko Kobayashi, Tokyo: Misuzu Publishers, 1996.
- Framer Framed (Nhà xuất bản Routledge, 1992)
- Drawn from African Dwellings (cộng tác vơis Jean-Paul Bourdier, Nhà xuất bản Đại học Indiana, 1996)
- Cinema Interval (Nhà xuất bản Routledge, 1999)
- Trinh T. Minh-ha / Secession (Nhà xuất bản Secession, 2001)
- The Digital Film Event (Nhà xuất bản Routledge, 2005)
- Habiter un monde (cộng tác với Jean-Paul Bourdier, Editions Alternatives, 2005)

Phiên bản tiếng Anh: Vernacular Architecture in West Africa: A World in Dwelling (cộng tác với Jean-Paul Bourdier, Nhà xuất bản Routledge, 2011)
- Elsewhere, Within Here: Immigration, Refugeeism and the Boundary Event (Routledge, 2011)

Phiên bản tiếng Thuỵ Điển: Nagon annanstans, har inne (bản dịch của Goran Dahlberg and Elin Talji; Glänta, 2012)
Phiên bản tiếng Nhật: bản dịch của Fukuko Kobayashi. Tokyo: Heibonsha Ltd., 2013.
- D-Passage: The Digital Way (Nhà xuất bản Đại học Duke, 2013)
- Lovecidal: Walking with the Disappeared (Nhà xuất bản Đại học Fordham, 2016)

## Tác phẩm sắp đặt
- Old Land New Waters (2007, Prefecture Museum and museum of Fine Arts of Okinawa, Japan; 2008, Chechnya Emergency Biennale; 2008, Third Guangzhou Art Triennale; 2009, Prefecture Museum and museum of Fine Arts of Okinawa, Japan)
- L'Autre marche (cộng tác với Jean-Paul Bourdier, 2006, Musée du Quai Branly)
- Bodies of the Desert (2005, Gallery Blu, Santa Clara)
- The Desert is Watching (cộng tác với Jean-Paul Bourdier, 2003, Kyoto Art Biennale)
- Nothing But Ways (cộng tác với with Lynn Marie Kirby, 1999, Yerba Buena Center for the Arts, San Francisco)
- Photo-montage (1995, San Francisco State University)

## Âm nhạc
- Poems. Composition for Percussion Ensemble. Premiere by the Univ. of Illinois Percussion Ensemble, Denis Wiziecki, Director. ngày 9 tháng 4 năm 1976.
- Four Pieces for Electronic Music. 1975 Performances at the Univ. of Illinois.